# Jewgienij Aleksiejewski
Jewgienij Jewgienijewicz Aleksiejewski (ros. Евгений Евгеньевич Алексеевский, ur. 7 marca?/20 marca 1906 w Bobrowie, zm. 3 stycznia 1979 w Moskwie) – minister melioracji i gospodarki wodnej ZSRR (1965–1979), członek KC KPZR (1971–1979), Bohater Pracy Socjalistycznej (1976).

## Życiorys
Po ukończeniu w 1924 fakultetu robotniczego (rabfaku) był aktywistą Komsomołu, między 1924 a 1925 zastępca sekretarza Komitetu Powiatowego Komsomołu w Nowochopiorsku, w latach 1925–1929 członek Prezydium Środkowoazjatyckiego Biura KC Komsomołu. Od 1925 członek WKP(b), od 1929 zastępca sekretarza, później sekretarz Komitetu Okręgowego Komunistycznej Partii (bolszewików) Tadżykistanu w Kurgan-Tiube (obecnie Kurgonteppa), w latach 1931–1934 zastępca ludowego komisarza rolnictwa Tadżyckiej SRR. Następnie przeniesiony do obwodu moskiewskiego, został szefem wydziału politycznego stanicy maszynowo-traktorowej, od 1935 szef obwodowego zarządu rolnictwa w Kalininie, w 1937 został kierownikiem Wydziału Rolnego Kalinińskiego Komitetu Obwodowego WKP(b). 14 listopada 1937 aresztowany przez NKWD, przez ponad 2 lata był poddawany śledztwu, po zwolnieniu powrócił na poprzednie stanowisko w Kalinińskim Komitecie Obwodowym WKP(b), między 1940 a 1941 był ludowym komisarzem rolnictwa Tadżyckiej SRR. Po ataku Niemiec na ZSRR powołany do Armii Czerwonej, od lipca 1941 szef Wydziału Politycznego i komisarz 17 Dywizji Kawalerii, później zastępca dowódcy 17 i 20 Gwardyjskich Dywizji Kawalerii ds. politycznych, walczył na Froncie Zachodnim, Briańskim i 1 Białoruskim, od 1942 w stopniu pułkownika, za udział w walkach odznaczony pięcioma orderami. W 1946 zdemobilizowany, w latach 1946–1948 szef obwodowego zarządu rolniczego w Izmailu, między 1948 a 1950 i w latach 1953–1958 był zastępcą ministra gospodarki rolnej Ukraińskiej SRR, w 1957 ukończył Ukraińską Akademię Nauk Rolniczych. Od 1958 szef Głównego Zarządu przy Radzie Ministrów Ukraińskiej SRR ds. gospodarki wodnej, w latach 1960–1963 przewodniczący Państwowego Komitetu Ukraińskiej SRR ds. gospodarki wodnej, od listopada 1963 do 2 października 1965 przewodniczący Państwowego Komitetu ds. Nawadniania Upraw Rolnych i Gospodarki Wodnej przy Państwowym Komitecie Planowania ZSRR, od 2 października 1965 do śmierci minister melioracji i gospodarki wodnej ZSRR. Od 1966 zastępca członka, a od 1971 członek KC KPZR. Deputowany do Rady Najwyższej ZSRR od VII do IX kadencji. Pochowany na Cmentarzu Nowodziewiczym.

## Odznaczenia
- Medal Sierp i Młot Bohatera Pracy Socjalistycznej (19 marca 1976)
- Order Lenina (czterokrotnie – 26 lutego 1958, 19 marca 1966, 27 sierpnia 1971 i 19 marca 1976)
- Order Czerwonego Sztandaru (czterokrotnie – 21 lipca 1942, 30 marca 1943, 16 września 1943 i 21 lutego 1945)
- Order Bohdana Chmielnickiego II klasy (6 kwietnia 1945)
- Order „Znak Honoru” (23 stycznia 1948)
- Medal „Za pracowniczą dzielność” (25 grudnia 1959)

I medale.